# Т'Чака
Т'Чака (англ. T'Chaka) — вигаданий персонаж з коміксів американського видавництва Marvel Comics. Дебютував у Fantactic Four #53 у липні 1966 року та був створений Стеном Лі і Джеком Кірбі. Він є батьком Т'Чалли і Шурі, а також попередником першого на посаді короля Ваканди і супергероя Чорної пантери.
Персонаж з'явився у ряді мультсеріалів за участю Чорної пантери. У фільмах «Перший месник: Протистояння» і «Чорна Пантера», що є частиною кіновсесвіту Marvel його роль зіграв актор Джон Кані.

## Історія публікацій
Т'Чака вперше з'явився у Fantastic Four #53 (липень 1966) і був створений Стеном Лі і Джеком Кірбі.

## Вигадана біографія
Т'Чака успадкував титул короля Ваканди і її доблесного захисника Чорної пантери від свого померлого батька, Аззурі Мудрого. Мав брата на ім'я С'Ян. Упродовж свого правління він розвивав технології країни, при цьому зберігаючи обіцянку не забувати про одвічні звичаї вакандського народу. У 1941 році, під час Другої світової війни, американський суперсолдат Капітан Америка потрапив у Ваканду, де познайомився з Т'Чакою. Разом вони допомогли Ніку Ф'юрі і його команді побороти Червоного Черепа і Барона Страйкера. Також ці двоє героїв перемогли Майстра, Жінку-Воїна і Безруку Людину-тигра, що вторглись у Ваканду з лихими намірами. Пізніше Капітан Америка знову відвідує Ваканду, щоб узяти невелику кількість вібранію. Натомість він дарує королю свій трикутний щит у знак пошани.
Незабаром Т'Чака усиновлює дитину європеїдної раси, батьки якої померли в авіакатастрофі. Він називає його Гантером і той росте у стінах палацу, аби вберегти його від ксенофобії з боку вакандців. У майбутньому він стане супергероєм під псевдонімом Білий Вовк. Також Т'Чака одружується з Н'Ямі, яка у дитинстві виїхала з країни та отримала освіту за кордоном. Повернувшись, вона вигадала нові способи використання вібранію, що просунуло технології значно вперед. Пізніше Н'Ямі народила від нього сина Т'Чаллу, проте померла під час пологів. Через невеликий час у Т'Чаки народився і незаконний син на ім'я Джаккара, який ріс далеко за межами столиці. Король одружився вдруге, з Рамондою, яка народила їхню дочку Шурі.
У 1959 році король був викрадений Джеффрі Сайденгемом, керівником організації ICON, щоб вільно розкрадати технології Ваканди для боротьби з комуністами. Про це дізналися Месники Ніка Ф'юрі, тому знищили злочинну організацію. Тим часом Т'Чака знаходився у замку Латверії, звідки його визволили Дум-Дум Дуган і Ерік Кьоніг, опісля чого він безпечно повернувся на батьківщину.
Через багато років вакандські технології, а особливо таємничий метал вібраній, стали жаданими для всього світу. Улісс Кло, заручившись допомогою Гідри, на чолі з Бароном Страйкером, вторгся у Ваканду і вимагав від короля віддати весь свій вібраній. Т'Чака відмовився робити це і Кло прагнув убити Т'Чаллу, проте батько пожертвував собою задля його порятунку. Т'Чалла розлютився і незабаром використав зброю Улісса, щоб важко поранити його, насамперед позбавивши руки.
У третьому томі коміксу Black Panther смерть Т'Чаки була відретконена, додавши певні деталі. За новою версією лідери кількох держав світу не змогли домовитися про надання їм вібранію, тому вони найняли Улісса Кло, що мав на меті убити короля Ваканди і дати змогу розкрадати політикам цей метал. Ставши свідком смерті свого батька, Т'Чалла вистрілив у Кло, позбавивши його руки. Далі країною правив С'Ян, брат Т'Чаки, до тих пір, поки Т'Чалла не досяг повноліття.

## Сили та здібності
Вживаючи серцеподібну траву, що росте у Ваканді, Т'Чака отримав надлюдські силу, швидкість, спритність, рефлекси і витривалість. Також він є майстром бойових мистецтв, досвідченим мисливцем, стрільцем і тактиком.

## Альтернативні версії

### Ultimate Marvel
На Землі-1610 повним ім'ям героя було Т'Чака Удаку. Він є батьком Т'Чалли і М'Баку, Людини-мавпи.

## Поза коміксами

### Мультсеріали
- В епізоді «Здобич Чорної пантери» мультсеріалу «Фантастична четвірка» (1995) персонажа озвучив Беу Вівер. Як і в коміксах його убив Улісс Кло.
- Джонатан Адамс озвучив Т'Чаку в епізоді «Помста зла» «Чорної пантери» (2010), де герой демонструється у флешбеці.
- Т'Чалла згадує свого батька у мультсеріалі «Залізна людина: Пригоди у броні» (2010). Тут вбивцею короля був Мойсей Магнум.
- Т'Чака з'являється в епізоді «Людина на мурашиному пагорбі» «Месників: Могутніх героїв Землі» (2010), де його скидає з трону і вбиває М'Баку, заручившись допомогою Кло. Після поєдинку Т'Чалла стає Чорною пантерою та шукає допомоги у Месників, щоб визволити Ваканду. Персонажа озвучив Хакім Кае-Казім.
- Персонаж з'являється у трьох епізодах «Месників: Загальний збір» (2016, 2019). Саме Т'Чака надав Говарду Старку вібраній для створення щита Капітана Америка. Також у мультсеріалі фігурує дід Чорної пантери Т'Чанда. Він захищав Ваканду в часи Другої світової та співпрацював з Капітаном Америка і Пеггі Картер. Дорослого Т'Чаку озвучив Кіт Девід[11], а маленького — Джеймс С. Метіс III.[12]

### Мультфільми
- Дейв Фенной озвучив Т'Чаку у повнометражному мультфільмі «Ultimate Месники 2» (2006). Коли на Ваканду нападають сили іншопланетної раси чітаурі, король бореться з їхнім генералом Клейзером, замаскованим під нациста. Опісля поєдинку Клейзер гине, але Т'Чака зазнає численних ран. Після його смерті Т'Чалла займає престол. Тут показано, що Чорна пантера має здатність перетворюватися на гуманоїдну пантеру.

### Фільми
- Джон Кані уперше виконав роль персонажа у фільмі «Перший месник: Протистояння» (2016).[13] Під час зустрічі лідерів кількох держав з питань ратифікації Соковійського договору у Віденьському міжнародному центрі, там лунає вибух, внаслідок якого гине Т'Чака. У теракті звинувачують Бакі Барнса, проте пізніше виявляється, що за цим стоїть Гельмут Земо.
- Персонаж повернувся у фільмі «Чорна Пантера» (2018), де його молодшу версію зіграв син Джона, Атандва Кані.[14] У пролозі фільму Т'Чака дізнається, що його брат Н'Джобу (замість С'Ян, як у коміксах) планує відкрите повстання і прагне, щоб вакандці вживали більш агресивну зовнішню політику для боротьби з соціальною несправедливістю. Т'Чака прибуває до Н'Джобу в США. Коли останній нападає, його вбиває Т'Чака, захищаючи Зурі (який весь час шпигував за Н'Джобу). Занепокоєний цим і стурбований підтримкою безпеки Ваканди, Т'Чака вирішив негайно повернутися до свого народу, покинувши Еріка сиротою. Через багато років Т'Чалла дізнається про це і обіцяє своєму батькові й попереднім Чорним пантерам змінити курс розвитку Ваканди, виправляючи помилки предків.

### Відеоігри
- Т'Чака згадується у Marvel: Ultimate Alliance (2006), коли гравець запитує Чорну пантеру про його походження.